# Violès
Violès är en kommun i departementet Vaucluse i regionen Provence-Alpes-Côte d'Azur i sydöstra Frankrike. Kommunen ligger i kantonen Orange-Est som tillhör arrondissementet Avignon. År 2022 hade Violès 1 745 invånare.

## Befolkningsutveckling
Antalet invånare i kommunen Violès
| Referens: INSEE |